# Retirada de un Estado miembro de la Unión Europea
La retirada de un Estado miembro de la Unión Europea (UE) es el procedimiento oficial que, en virtud del artículo 50 del Tratado de la Unión Europea (TUE), permite a un Estado miembro separarse de la Unión voluntariamente. El Tratado de Lisboa (TL) que entró en vigor el 1 de diciembre de 2009, modificó el TUE haciendo legal el procedimiento.
Algunos de los actuales Estados miembros y la Unión han cambiado o están en proceso de cambiar su situación de tal, cuando la legislación de la UE se aplica plenamente o con excepciones limitadas a tales, cuando la legislación de la UE en su mayoría no se aplica. El proceso también ocurre en la dirección opuesta. El TL facilitó el procedimiento de aplicación de estos cambios. 
Cualquier Estado que se haya retirado de la UE podrá solicitar reincorporarse, para lo que deberá someterse a los Criterios de Copenhague.

## Antecedentes
En los Tratados anteriores al Tratado de Lisboa no había previsto ningún procedimiento jurídico que regulara la retirada de los Estados. Así por ejemplo, en la Convención de Viena no se preveía ni la denuncia ni la retirada de un Estado miembro. El propio Tribunal de Justicia de las Comunidades Europeas reconocía el carácter irrevocable de los compromisos asumidos por los Estados. Sin embargo, la no previsión de un procedimiento jurídico de retirada en los Tratados no es motivo suficiente para impedir que un Estado decida sobre su continuidad en la Unión Europea.
Algunos antiguos territorios de los Estados miembros rompieron los vínculos formales con la Comunidad Económica Europea (CEE) cuando se independizaron de su país gobernante o fueron transferidos a un Estado no miembro de la UE. La mayoría de estos territorios no se clasificaban como parte de la UE, sino que, en su mayor parte, estaban asociados con el estatus de territorio especial y los derechos de la Unión Europea, por lo general, las leyes de la CEE no estaban en vigor en esos países.
La Argelia francesa se había unido a las Comunidades Europeas ya que no era legalmente una colonia, sino una parte de pleno derecho de Francia. Tras la independencia en 1962, Argelia abandonó las Comunidades Europeas. También Groenlandia optó por dejar a la predecesora de la UE sin por lo tanto separarse de Dinamarca. Inicialmente votó en contra de unirse a la CEE cuando Dinamarca se unió en 1973, pero debido a que Groenlandia era un condado de Dinamarca, se unió también. Cuando Groenlandia obtuvo autonomía y un gobierno local en 1979, realizó un referéndum y votó salir de la CEE. Tras discutir sobre los derechos de pesca, el territorio abandonó la CEE en 1985, pero sigue sujeto a los tratados de la UE mediante la asociación de países y territorios de ultramar con la UE. Esto fue permitido por el Tratado de Groenlandia, un tratado especial firmado en 1984 para permitir su retirada.
Por su parte, San Martín y San Bartolomé se separaron de Guadalupe (departamento de ultramar de Francia y región ultraperiférica de la UE) y se convirtieron en colectividades de ultramar de Francia, pero al mismo tiempo permanecieron siendo regiones ultraperiféricas de la Unión Europea. Más tarde, los representantes elegidos de la isla de San Bartolomé expresaron su deseo de "obtener un estatuto europeo que se ajustara mejor a su estatuto de derecho interno, en particular por su lejanía del territorio principal, su pequeña economía en gran parte mantenida por el turismo, sujeto a dificultades en la obtención de suministros que obstaculizan la aplicación de algunas normas de la Unión Europea". Francia, que reflejó este deseo, pidió al Consejo de la Unión Europea que modificara el estatuto de San Bartolomé a un país o territorio de ultramar asociado a la Unión Europea. El cambio de estatus entró en vigor a partir del 1 de enero de 2012.

## Historia

### Salida del Reino Unido de la Unión Europea (Brexit)

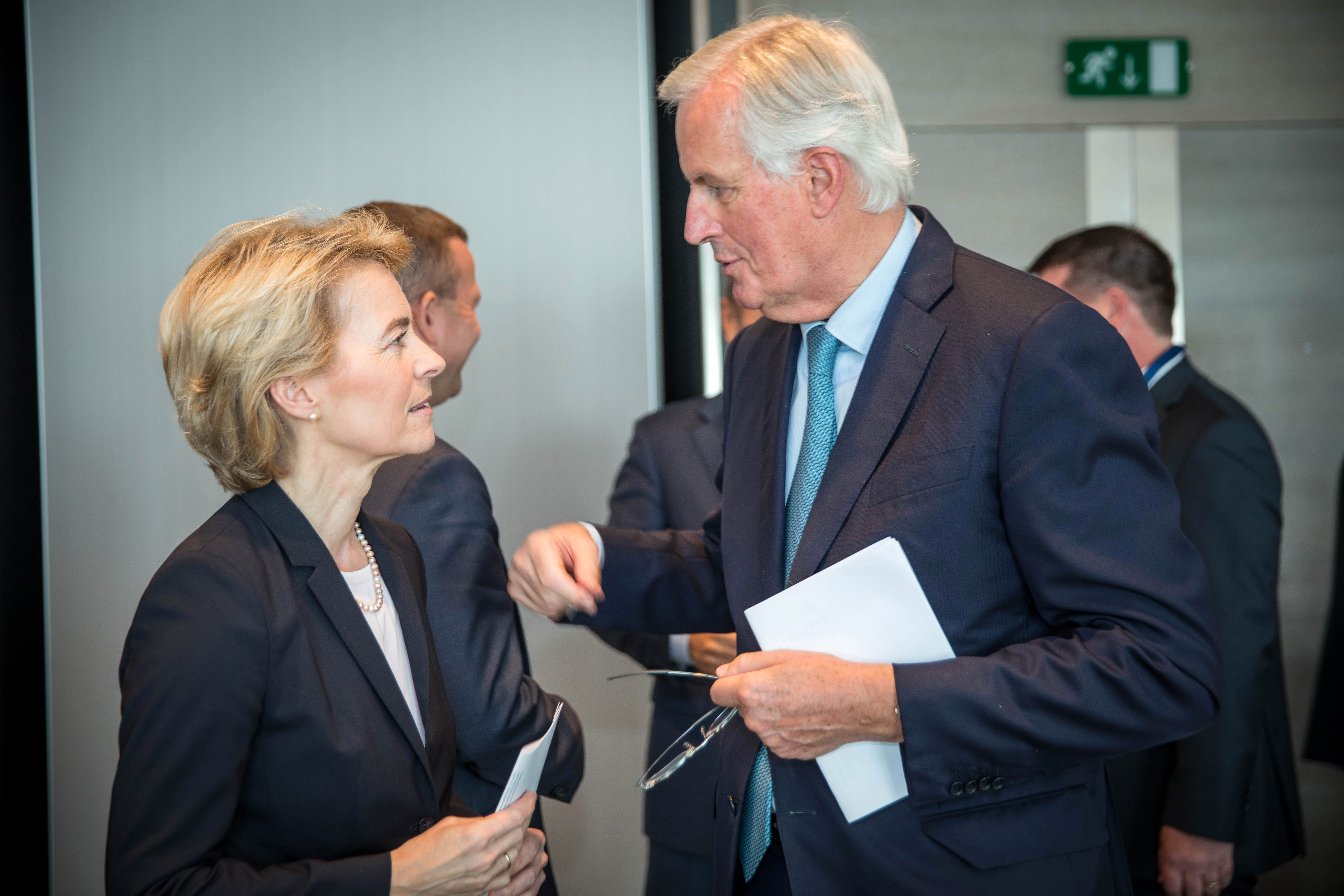
La presidenta de la Comisión Europea, Ursula von der Leyen, y Michel Barnier, negociador jefe de la UE para el Brexit.

El 23 de junio de 2016 se realizó el Referéndum sobre la permanencia del Reino Unido en la Unión Europea, en el cual la opción de Salir de la UE (brexit) gana con un 51.9 % mientras que Continuar en la UE obtiene un 48.1 %, sin embargo, en Escocia, Irlanda del Norte y Gibraltar además de la mayoría de Londres, predominó la opción de la permanencia. Tras los resultados del referéndum, el primer ministro David Cameron anunció su dimisión del cargo, así, el 13 de julio del mismo año, Theresa May asumió el cargo en su reemplazo. Cameron argumentó que un liderazgo fresco debe llevar al país a la opción elegida en la votación.
Este referéndum dio pie a que se pueda iniciar el proceso de retirada del Reino Unido de la Unión Europea, siendo este proceso a largo plazo, concluyendo el 31 de enero de 2020 bajo el gobierno de Boris Johnson.
Situación de Irlanda y Escocia

## Procedimiento de retirada

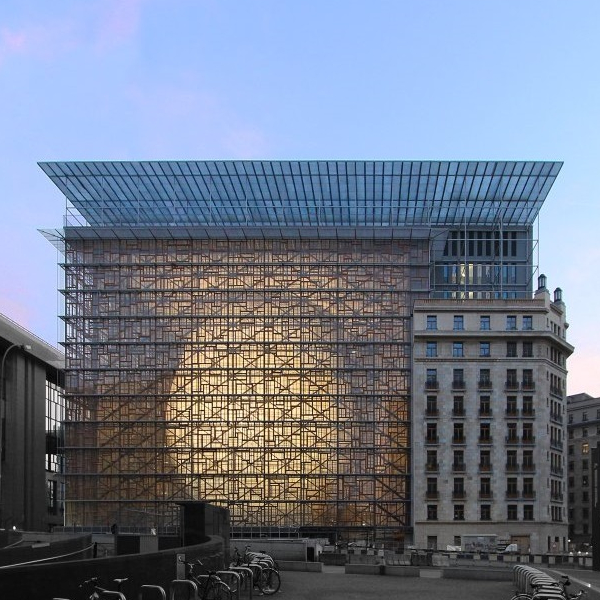
Edificio Europa, sede del Consejo Europeo en el barrio europeo de Bruselas.

El Artículo 50 del Tratado de la Unión Europea regula el procedimiento de retirada. Todo Estado miembro podrá decidir retirarse de la Unión de conformidad con sus normas constitucionales. La retirada de un Estado miembro puede producirse de dos maneras:
1 Previa celebración de un acuerdo internacional entre la Unión y el Estado miembro de que se trate.
El Estado miembro que decida retirarse notificará su intención al Consejo Europeo. La Unión negociará y celebrará con ese Estado un acuerdo que establecerá la forma de retirada, teniendo en cuenta el marco de sus relaciones futuras con la Unión. Este acuerdo se negociará con arreglo al artículo 218.3 del Tratado de Funcionamiento de la Unión Europea. La Comisión Europea o el Alto Representante de la Unión para Asuntos Exteriores y Política de Seguridad, presentará recomendaciones al Consejo, que adoptará una decisión por la que se autorice la apertura de negociaciones y se designe al negociador o al jefe del equipo de negociación de la Unión.
El Consejo celebrará el acuerdo en nombre de la Unión por mayoría cualificada, previa aprobación del Parlamento Europeo.
2 Si no hay un acuerdo, se produce la salida automática pasados dos años (salvo que el Consejo Europeo por unanimidad, incluyendo al estado que ha solicitado la salida, decidiera ampliar el plazo) desde que el Estado miembro en cuestión notificara su deseo de hacerlo al Consejo.
Los Tratados dejarán de aplicarse al Estado de que se trate a partir de la fecha de entrada en vigor del acuerdo de retirada o, en su defecto, a los 2 años de la notificación de retirada al Consejo Europeo. El miembro del Consejo Europeo y del Consejo que represente al Estado miembro que se retire no participará ni en las deliberaciones ni en las decisiones del Consejo Europeo o del Consejo que le afecten, salvo en la posibilidad de ampliar el plazo de 2 años inicialmente previstos para la salida.
La mayoría cualificada, se definirá como un mínimo del 72 % de los miembros del Consejo que represente a Estados miembros participantes que reúnan como mínimo el 65 % de la población de dichos estados.
Si el estado miembro que se ha retirado de la Unión solicita de nuevo la adhesión, su solicitud se someterá al mismo procedimiento establecido para cualquier otro estado que desee adherirse.
El Tratado de Lisboa configura el derecho de retirada como un derecho unilateral de todos los Estados miembros de la Unión. Esto es así, en primer lugar, porque el estado interesado en retirarse de la Unión no solicita, sino que notifica al Consejo Europeo su voluntad de dejar de pertenecer a la Unión como Estado miembro. En segundo lugar, porque la retirada no está sometida a ningún tipo de condición. Y, en tercer lugar, porque la retirada no queda condicionada al cumplimiento de ningún requisito.
El derecho a no seguir tomando parte en la estructura jurídico-política de la Unión Europea es una garantía para los Estados miembros y así evitar quedar implicados por un grado de integración no deseado.

## Partidos políticos por la retirada de la Unión Europea
Alemania
- Alternativa para Alemania
- Nosotros Ciudadanos
- Libertad - Partido de los Derechos Civiles para Más Libertad y Democracia
- La Patria

Austria
- Partido de la Libertad

Bélgica
- Interés Flamenco

Dinamarca
- Partido Popular Danés

España
- CUP-CC
- España 2000
- Falange Española de las JONS
- Partido Comunista de los Trabajadores
- Partido Comunista de los Pueblos de España

Francia
- Antiguamente, la Agrupación Nacional (RN)
- Unión Popular Republicana[12]
- Polo de Renacimiento Comunista en Francia (PRCF)[13]

Finlandia
- Verdaderos Finlandeses

Grecia
- Amanecer Dorado
- Partido Comunista de Grecia

Italia
- Italexit
- Partido Comunista (Italia)

Países Bajos
- Foro para la Democracia (FVD)
- Partido por la Libertad (PVV)

Suecia
- Demócratas de Suecia